# اچ‌ام‌ای‌اس واگا
اچ‌ام‌ای‌اس واگا (به انگلیسی: HMAS Wagga) یک کشتی بود که طول آن ۱۸۹ فوت (۵۸ متر) بود. این کشتی در سال ۱۹۴۲ ساخته شد.